# Mildred de Thanet
Mildred de Thanet   (segle VII - Minster, 13 de juliol de 734 (Gregorià)) també coneguda com Mildred, Mildryth o Mildthryth fou una monja benedictina i abadessa del Monestir de Minster, situat a Thanet (Anglaterra). Després de la seva mort fou declarada santa i les seves relíquies foren traslladades a Canterbury.
Nascuda al voltant de l’any 600, Mildred fou filla del rei Merewalh de Magonsaete, actualment l’actual Herefordshire, un subregne de Mercia. La seva mare fou Domne Eafe, també coneguda com Santa Ermenburga, besnéta d'Etelbert I de Kent. Al segle XI Goscelin escrigué una hagiografia de Mildred titulada Vita Mildrethae. L’obra Nova Legenda Anglie de l’any 1516 aporta un extens registre de la seva vida.
La seva família materna mantingué importants vincles amb la família reial merovíngia del Regne dels Francs. Sembla que Mildred fou educada a la prestigiosa Abadia de Chelles i posteriorment a l’Abadia de Minster, la qual havia estat fundada per la seva mare. Se’n convertí abadessa l’any 696. Existeixen nombroses devocions a Mildred al Pas de Calais i a Millam (França), la qual cosa suggereix que els lligams amb els merovingis continuaren amb el pas del temps.
Mildred morí a Minster després de l’any 732 i fou sepultada a l’Església de Santa Maria de la mateixa Abadia.

## Relíquies
La successora de Mildred fou Edburga de Thanet, qui feu construir una església nova a l’Abadia de Minster dedicada a Sant Pere i a Sant Pau. Edburga hi traslladà les restes de Mildred i aquesta església esdevingué un destí de peregrinació.
La darrera abadessa del Monestir de Minster fou Leofruna, capturada pels danesos l’any 1011. L’Abadia restà aleshores abandonada i el temple fou degradat al rang d’església parroquial. Les restes de Mildred, tot i l’oposició local, foren traslladades a l’Abadia de Sant Agustí a Canterbury l’any 1030. Aquest fet es commemora el 18 de maig.
Algunes de les relíquies de Mildred foren atorgades durant el segle XI a una església de Deventer (Holanda). L’any 1881 la festa en honor a la Santa fou oficialment restaurada pel papa Lleó XIII. L’any següent, després de la refundació d’un monestir benedictí a Minster, les monges sol·licitaren que les relíquies fossin retornades a Thanet.